# مارک کارباش
مارک کارباش (انگلیسی: Marek Karbarz؛ زادهٔ ۲۲ ژوئیهٔ ۱۹۵۰) بازیکن سابق والیبال اهل لهستان عضو سابق تیم ملی والیبال لهستان از سال ۱۹۶۹ تا ۱۹۷۹ است. کارباش یکی از اعضای تیم ملی لهستان در المپیک ۱۹۷۶ بود که به مدال طلا دست یافت.